# Banafjälsån
Banafjälsån är ett vattendrag i nordöstra Ångermanland, Örnsköldsviks kommun. Längden på ån är cirka 10 km. Ån börjar i Stybbersmarkssjön och strömmar söderut genom Lill-Mosjön och förbi Mosjöns kapell, Myran och Banafjäl, där ån mynnar i Bottenhavet. Största biflöde är Tävrabäcken.
Banafjälsån är djupt nerskuren och meandrande och räknas enligt länsstyrelsen i Västernorrland till naturvärdesklass 1 på grund av sitt bestånd av reproducerande flodpärlmussla. Även ett bestånd av öring finns i ån.